# Geek!
“Geek!”은 얼터너티브 록 밴드 마이 블러디 밸런타인의 첫 익스텐디드 플레이(EP)이다. 1985년 12월 피버 레코드를 통하여 발매하였다. 베이시스트인 데비 구지가 처음으로 참여한 작업물이기도 하다.

## 트랙 리스트
전체 작사: 데이비드 콘웨이. 전체 작곡: 케빈 실즈
| #  | 제목               | 재생 시간 |
| -- | ------------------ | --------- |
| 1. | 〈No Place to Go〉 | 3:10      |
| 2. | 〈Moonlight〉      | 3:10      |

| #            | 제목                         | 재생 시간 |
| ------------ | ---------------------------- | --------- |
| 3.           | 〈Love Machine〉             | 3:01      |
| 4.           | 〈The Sandman Never Sleeps〉 | 3:18      |
| 총 재생 시간 | 총 재생 시간                 | 12:40     |

## 참여진
크레딧은 음반의 라이너 노트에서 발췌하였다.
마이 블러디 밸런타인
- 데이비드 콘웨이 - 보컬
- 케빈 실즈 - 기타
- 데비 구지 - 베이스
- 콜름 오시오소익 - 드럼

기술
- 마이 블러디 밸런타인 - 프로듀싱
- 마틴 데이비 - 엔지니어링